# 41-й отдельный моторизованный понтонно-мостовой батальон
Не следует путать с 41-м отдельным понтонно-мостовым батальоном 41-й танковой дивизии
41-й отдельный моторизованный понтонно-мостовой батальон — воинское подразделение Вооружённых сил СССР во время Великой Отечественной войны.

## История
Сформирован 8 июля 1941 года с началом войны на базе 6-го понтонно-мостового полка в районе Выборга
В составе действующей армии с 24 июня 1941 года по 1 апреля 1943 года.
По формировании начал действовать на Карельском перешейке, в августе 1941 года наводит переправы  через Вуоксу для отступающих войск 23-й армии. В конце августа 1941 года был вывезен в Ленинград через Ладожское озеро кораблями Ладожской флотилии. В начале сентября 1941 года батальон сосредоточился в деревне Малое Манушкино на правом берегу Невы близ Невской Дубровки. Во время захвата Невского пятачка в сентябре 1941 года  обеспечивает форсирование реки. За время существования пятачка до января 1942 года переправил на плацдарм 86 танков, из них 36 тяжёлых и средних, 135 орудий, 120 тонн грузов и свыше 17 тысяч человек.
В январе 1942 года батальон был выведен в резерв к Ново-Саратовской колонии, где находится до сентября 1942 года.
В сентябре 1942 года вновь обеспечивает форсирование Невы во время второго захвата Невского пятачка. В январе 1943 года, в ходе операции «Искра» обеспечивает переправу войск 67-й армии , в четырёх километрах выше по течению от 8-й ГЭС. К вечеру 15 января 1943 года батальон перебросил на правый берег 93 танка. За отличное выполнение боевых заданий командования в ходе операции, проявленные при этом организованность и мужество батальон был награждён переходящим знаменем Ленинградского городского исполнительного комитета Совета депутатов трудящихся
Приказом Народного комиссара обороны СССР № 147 1 апреля 1943 года батальон преобразован в 1-й гвардейский отдельный моторизованный понтонно-мостовой батальон, став таким образом первым понтонно-мостовым подразделением РККА, удостоенным гвардейского звания.

## Полное наименование
41-й отдельный моторизованный понтонно-мостовой Краснознамённый батальон

## Подчинение
| Подчинение по месяцам | Подчинение по месяцам | Подчинение по месяцам                   | Подчинение по месяцам | Подчинение по месяцам |
| Дата                  | Фронт (округ)         | Армия                                   | Корпус (группа)       | Примечания            |
| --------------------- | --------------------- | --------------------------------------- | --------------------- | --------------------- |
| 22 июня 1941 года     | -                     | -                                       | -                     | нет данных            |
| 01 июля 1941 года     | Северный фронт        | 23-я армия                              | -                     | -                     |
| 10 июля 1941 года     | Северный фронт        | 23-я армия                              | -                     | -                     |
| 1 августа 1941 года   | Северный фронт        | 23-я армия                              | -                     | -                     |
| 1 сентября 1941 года  | Ленинградский фронт   | 23-я армия                              | -                     | -                     |
| 1 октября 1941 года   | Ленинградский фронт   | -                                       | -                     | -                     |
| 1 ноября 1941 года    | Ленинградский фронт   | -                                       | -                     | точных данных нет     |
| 1 декабря 1941 года   | -                     | -                                       | -                     | точных данных нет     |
| 1 января 1942 года    | Ленинградский фронт   | -                                       | -                     | —                     |
| 1 февраля 1942 года   | Ленинградский фронт   | -                                       | -                     | —                     |
| 1 марта 1942 года     | Ленинградский фронт   | -                                       | -                     | —                     |
| 1 апреля 1942 года    | Ленинградский фронт   | -                                       | -                     | —                     |
| 1 мая 1942 года       | Ленинградский фронт   | Группа войск Ленинградского направления | -                     | в подчинении группы   |
| 1 июня 1942 года      | Ленинградский фронт   | Ленинградская группа войск              | -                     | в подчинении группы   |
| 1 июля 1942 года      | Ленинградский фронт   | -                                       | -                     | —                     |
| 1 августа 1942 года   | Ленинградский фронт   | -                                       | -                     | —                     |
| 1 сентября 1942 года  | Ленинградский фронт   | -                                       | -                     | —                     |
| 1 октября 1942 года   | Ленинградский фронт   | -                                       | -                     | —                     |
| 1 ноября 1942 года    | Ленинградский фронт   | -                                       | -                     | —                     |
| 1 декабря 1942 года   | Ленинградский фронт   | -                                       | -                     | —                     |
| 1 января 1943 года    | Ленинградский фронт   | -                                       | -                     | —                     |
| 1 февраля 1943 года   | Ленинградский фронт   | -                                       | -                     | —                     |
| 1 марта 1943 года     | Ленинградский фронт   | -                                       | -                     | —                     |
| 1 апреля 1943 года    | Ленинградский фронт   | -                                       | -                     | —                     |

## Командиры
- капитан И. В. Манкевич, погиб
- майор И. А. Гультяев
- старший лейтенант Е. М. Клим
- майор Е. П. Гуляницкий

## Награды и наименования
| Награда                | Дата       | За что получена |
| ---------------------- | ---------- | --------------- |
| Орден Красного Знамени | 06.02.1943 |                 |